# Ünveren
Ünveren ist ein Dorf (Köy) im Landkreis Pülümür der türkischen Provinz Tunceli. Im Jahr 2011 lebten in Ünveren 27 Menschen.